# Alfonso Parot
Alfonso Cristián Parot Rojas (Talca, Región del Maule, 15 de octubre de 1989) es un futbolista profesional chileno que juega como defensor central o lateral izquierdo en Deportes Limache de la Primera División de Chile. Además, fue internacional absoluto con la Selección de Chile desde 2018.

## Trayectoria

### Universidad Católica y préstamos
Formado en Universidad Católica, su capacidad lo volvió protagonista de las distintas categorías del fútbol Cruzado. Desde que terminó su etapa como juvenil, demostró una capacidad notable en la última línea de Universidad Católica, desenvolviéndose con buen rendimiento en distintas posiciones. A fines de 2008, ganó el premio al Mejor Jugador de Proyección del Fútbol Chileno.
Ñublense
En 2010 llegó a Ñublense de Chillán en calidad de préstamo por una temporada. Durante su estadía en el club, disputó 17 partidos, sumando 1.522 minutos en cancha, luciendo sus capacidades como carrilero por la banda izquierda.
Retorno a Universidad Católica
Retornó a Universidad Católica para demostrar todo su progreso como futbolista. Juan Antonio Pizzi lo utilizó preferentemente como defensor central, posición donde cumplió de manera óptima. A fines de 2011, sufrió una fisura en el cartílago de su rótula izquierda, dolencia que incluso hizo temer al zurdo tener que colgar anticipadamente los botines. No obstante, se recuperó y regresó al fútbol profesional el 1 de septiembre de 2012, en el duelo ante Deportes Iquique por la 9° fecha del Torneo Clausura, compromiso en el cual ingresó a los 75' de juego en reemplazo de Rodrigo Valenzuela. Al poco tiempo de volver de su lesión se gana la titularidad en el conjunto cruzado desplazando al uruguayo Matías Pérez al banco de suplentes, teniendo grandes actuaciones tanto en el torneo nacional como en la Copa Sudamericana donde la Universidad Católica llegó a semifinales.
Huachipato
Al no contar con la confianza del técnico Mario Salas, llega en calidad de préstamo por todo el campeonato a Huachipato, en el equipo acerero disputa gran parte de los partidos a un gran nivel, lo que le permite volver a Universidad Católica el campeonato siguiente.
Retorno a Universidad Católica
En 2016 el Poncho volvió al equipo de la precordillera y gracias a su buena actuación en la primera mitad del año, Mario Salas lo considera para ser parte del plantel cruzado y disputar el Torneo Apertura 2016. Con la zaga cruzada fue de menos a más, para consolidarse en el primer equipo y adueñarse de la banda izquierda en el equipo que obtuvo el bicampeonato del campeonato chileno.

### Rosario Central
En julio de 2017 llegó a Rosario Central de Argentina, club que compró su pase y con el cual firmó un contrato por 3 años. En 2018, formó parte del plantel campeón de Central que obtuvo la Copa Argentina, siendo Parot el lateral izquierdo titular en todos los partidos disputados por el club ariazul.

### Segunda etapa en Universidad Católica
El día 1 de agosto de 2019, se confirma su regreso a Universidad Católica luego de dos años en Rosario Central. Ese año ganó la Supercopa de Chile 2019, y a fines de temporada nuevamente festejó un nuevo campeonato al quedarse con la copa de la Primera División 2019.
En febrero de 2021, celebró otro título con Universidad Católica al ganar el campeonato Primera División 2020. El 21 de marzo de 2021, junto al cuadro cruzado se coronó campeón de la Supercopa 2020, tras ganarle a Colo Colo por 4 a 2. A finales de ese año, el disputó con el club la final de la Supercopa 2021 frente a Ñublense, donde la UC se coronó en tanda de penales tricampeón de está competencia, también la institución se coronó tetracampeón del torneo nacional, tras ganar las ediciones 2018, 2019, 2020 y 2021, Parot formó parte de los últimos tres torneos y está nueva estrella se convirtió se convirtió en su octavo título con la franja.

## Selección nacional

### Selecciones menores
En enero de 2009, fue convocado por el director técnico Ivo Basay para disputar el Sudamericano Sub-20 de Venezuela, certamen en el cual fue titular en tres compromisos. Lamentablemente, Chile no logró superar la primera fase, quedando eliminado tras registrar una victoria y tres derrotas, ubicándose en el cuarto lugar del Grupo B por detrás de Uruguay, Paraguay y Brasil.
En mayo de 2010, el entonces lateral izquierdo de Ñublense sufrió una grave lesión, específicamente una deformación en el cótilo de la articulación de la pelvis, que no le permitió asistir al Torneo Esperanzas de Toulon, certamen en el que se perfilaba como titular en la zaga del equipo dirigido por César Vaccia.

#### Participaciones en Sudamericanos
| Torneo                      | Sede      | Resultado    | Partidos | Goles |
| --------------------------- | --------- | ------------ | -------- | ----- |
| Sudamericano Sub-20 de 2009 | Venezuela | Primera fase | 4        | 0     |

### Selección absoluta
Debutó en la selección absoluta el 16 de octubre de 2018, bajo la dirección técnica del entrenador Reinaldo Rueda, siendo titular ante México en la victoria 0-1 de Chile como visitante en el Estadio La Corregidora de Querétaro. En dicho encuentro, recibió tarjeta amarilla a los 22' de juego, siendo reemplazado en el entretiempo por Eugenio Mena.
Meses después tras el retiro de Jean Beausejour de la Selección finalizada la Copa América 2019, le abrió las puertas a Parot para ser el lateral izquierdo titular de la Roja. Fue nominado por Rueda para los amistosos de septiembre de 2019 ante Argentina y Honduras.

### Partidos internacionales
Actualizado hasta el 15 de octubre de 2019.
| Partidos internacionales | Partidos internacionales | Partidos internacionales                                      | Partidos internacionales | Partidos internacionales | Partidos internacionales | Partidos internacionales | Partidos internacionales |
| N.º                      | Fecha                    | Estadio                                                       | Local                    | Resultado                | Visitante                | Goles                    | Competición              |
| ------------------------ | ------------------------ | ------------------------------------------------------------- | ------------------------ | ------------------------ | ------------------------ | ------------------------ | ------------------------ |
| 1                        | 16 de octubre de 2018    | Estadio La Corregidora, Querétaro, México                     | México                   | 0-1                      | Chile                    |                          | Amistoso                 |
| 2                        | 5 de septiembre de 2019  | Los Angeles Memorial Sports Arena, California, Estados Unidos | Chile                    | 0-0                      | Argentina                |                          | Amistoso                 |
| 3                        | 10 de septiembre de 2019 | Estadio Olímpico Metropolitano, San Pedro Sula, Honduras      | Honduras                 | 2-1                      | Chile                    |                          | Amistoso                 |
| 4                        | 12 de octubre de 2019    | Estadio José Rico Pérez, Alicante, España                     | Colombia                 | 0-0                      | Chile                    |                          | Amistoso                 |
| 5                        | 15 de octubre de 2019    | Estadio José Rico Pérez, Alicante, España                     | Chile                    | 3-2                      | Guinea                   |                          | Amistoso                 |
| Total                    |                          |                                                               | Presencias               | 5                        | Goles                    | 1                        |                          |

| Selección chilena | Selección chilena | Selección chilena |
| Año               | Partidos          | Goles             |
| ----------------- | ----------------- | ----------------- |
| 2018              | 1                 | 0                 |
| 2019              | 4                 | 1                 |
| Total             | 5                 | 1                 |

## Estadísticas

### Clubes
| Club                         | Div.          | Temporada     | Liga  | Liga  | Copas nacionales | Copas nacionales | Torneos internacionales | Torneos internacionales | Total | Total |
| Club                         | Div.          | Temporada     | Part. | Goles | Part.            | Goles            | Part.                   | Goles                   | Part. | Goles |
| ---------------------------- | ------------- | ------------- | ----- | ----- | ---------------- | ---------------- | ----------------------- | ----------------------- | ----- | ----- |
| Universidad Católica · Chile | 1.ª           | 2007          | 1     | 0     | 1                | 0                | —                       | —                       | 2     | 0     |
| Universidad Católica · Chile | 1.ª           | 2008          | 8     | 0     | 1                | 0                | —                       | —                       | 9     | 0     |
| Universidad Católica · Chile | 1.ª           | 2009          | 2     | 0     | 1                | 0                | —                       | —                       | 3     | 0     |
| Ñublense · Chile             | 1.ª           | 2010          | 17    | 0     | —                | —                | —                       | —                       | 17    | 0     |
| Ñublense · Chile             | Total club    | Total club    | 17    | 0     | 0                | 0                | 0                       | 0                       | 17    | 0     |
| Universidad Católica · Chile | 1.ª           | 2011          | 15    | 0     | 1                | 0                | 6                       | 0                       | 22    | 0     |
| Universidad Católica · Chile | 1.ª           | 2012          | 6     | 0     | 6                | 0                | 6                       | 0                       | 18    | 0     |
| Universidad Católica · Chile | 1.ª           | 2013          | 9     | 0     | 6                | 0                | —                       | —                       | 15    | 0     |
| Universidad Católica · Chile | 1.ª           | 2013-14       | 21    | 1     | —                | —                | 6                       | 0                       | 27    | 1     |
| Universidad Católica · Chile | 1.ª           | 2014-15       | 20    | 1     | 1                | 0                | 2                       | 0                       | 23    | 1     |
| Huachipato · Chile           | 1.ª           | 2015-16       | 11    | 2     | —                | —                | —                       | —                       | 11    | 2     |
| Huachipato · Chile           | Total club    | Total club    | 11    | 2     | 0                | 0                | 0                       | 0                       | 11    | 2     |
| Universidad Católica · Chile | 1.ª           | 2016-17       | 27    | 1     | 8                | 0                | 8                       | 0                       | 43    | 1     |
| Universidad Católica · Chile | 1.ª           | 2017          | —     | —     | 1                | 0                | —                       | —                       | 1     | 0     |
| Rosario Central Argentina    | 1.ª           | 2017-18       | 20    | 2     | 3                | 0                | 2                       | 0                       | 25    | 2     |
| Rosario Central Argentina    | 1.ª           | 2018-19       | 20    | 2     | 9                | 0                | 3                       | 0                       | 32    | 2     |
| Rosario Central Argentina    | 1.ª           | 2019          | 1     | 0     | —                | —                | —                       | —                       | 1     | 0     |
| Rosario Central Argentina    | Total club    | Total club    | 41    | 4     | 12               | 0                | 5                       | 0                       | 58    | 4     |
| Universidad Católica · Chile | 1.ª           | 2019          | 5     | 0     | 1                | 0                | —                       | —                       | 6     | 0     |
| Universidad Católica · Chile | 1.ª           | 2020          | 23    | 0     | 1                | 0                | 9                       | 0                       | 33    | 0     |
| Universidad Católica · Chile | 1.ª           | 2021          | 29    | 3     | 3                | 1                | 6                       | 0                       | 38    | 4     |
| Universidad Católica · Chile | 1.ª           | 2022          | 30    | 0     | 7                | 0                | 8                       | 0                       | 45    | 0     |
| Universidad Católica · Chile | 1.ª           | 2023          | 26    | 0     | 5                | 0                | 1                       | 0                       | 32    | 0     |
| Universidad Católica · Chile | 1.ª           | 2024          | 15    | 0     | 0                | 0                | 1                       | 0                       | 15    | 0     |
| Universidad Católica · Chile | Total club    | Total club    | 237   | 6     | 43               | 1                | 53                      | 0                       | 333   | 7     |
| Total carrera                | Total carrera | Total carrera | 306   | 12    | 55               | 1                | 58                      | 0                       | 419   | 13    |
| 1. 2. 3.                     |               |               |       |       |                  |                  |                         |                         |       |       |

### Selecciones
| Selección      | Temporada     | Amistosos | Amistosos | Sudamérica | Sudamérica | Mundial | Mundial | Total | Total |
| Selección      | Temporada     | Part.     | Goles     | Part.      | Goles      | Part.   | Goles   | Part. | Goles |
| -------------- | ------------- | --------- | --------- | ---------- | ---------- | ------- | ------- | ----- | ----- |
| Sub-20 · Chile | 2009          | —         | —         | 4          | 0          | —       | —       | 4     | 0     |
| Sub-20 · Chile | Total         | 0         | 0         | 4          | 0          | 0       | 0       | 4     | 0     |
| Adulta · Chile | 2018          | 1         | 0         | —          | —          | —       | —       | 1     | 0     |
| Adulta · Chile | 2019          | 4         | 0         | —          | —          | —       | —       | 4     | 0     |
| Adulta · Chile | Total         | 5         | 0         | 0          | 0          | 0       | 0       | 5     | 0     |
| Total carrera  | Total carrera | 5         | 0         | 4          | 0          | 0       | 0       | 9     | 0     |
| 1.             |               |           |           |            |            |         |         |       |       |

### Resumen estadístico
| Competición                   | Partidos | Goles | Asistencias |
| ----------------------------- | -------- | ----- | ----------- |
| Primera División de Chile     | 265      | 8     | 13          |
| Primera División de Argentina | 41       | 4     | 1           |
| Liguilla Pre-Sudamericana     | 1        | 0     | 0           |
| Copa Chile                    | 37       | 2     | 0           |
| Supercopa de Chile            | 4        | 0     | 0           |
| Copa Argentina                | 9        | 0     | 0           |
| Supercopa Argentina           | 1        | 0     | 0           |
| Copa de la Superliga          | 2        | 0     | 0           |
| Copa Libertadores             | 30       | 0     | 0           |
| Copa Sudamericana             | 27       | 0     | 1           |
| Chile Sub-20                  | 4        | 0     | 0           |
| Selección adulta              | 5        | 0     | 0           |
| Total                         | 428      | 14    | 15          |

## Palmarés

### Títulos nacionales
| Título             | Club                      | País      | Año    |
| ------------------ | ------------------------- | --------- | ------ |
| Copa Chile         | C.D. Universidad Católica | Chile     | 2011   |
| Supercopa de Chile | C.D. Universidad Católica | Chile     | 2016   |
| Primera División   | C.D. Universidad Católica | Chile     | 2016-A |
| Copa Argentina     | C.A. Rosario Central      | Argentina | 2018   |
| Primera División   | C.D. Universidad Católica | Chile     | 2019   |
| Primera División   | C.D. Universidad Católica | Chile     | 2020   |
| Supercopa de Chile | C.D. Universidad Católica | Chile     | 2020   |
| Supercopa de Chile | C.D. Universidad Católica | Chile     | 2021   |
| Primera División   | C.D. Universidad Católica | Chile     | 2021   |

### Distinciones individuales
| Distinción                                                       | Año  |
| ---------------------------------------------------------------- | ---- |
| Balón de Oro de la ANFP al jugador de proyección de la temporada | 2008 |